# 陸軍航空士官学校
陸軍航空士官学校（りくぐんこうくうしかんがっこう、英語: Imperial Japanese Army Air Academy）は、大日本帝国陸軍の航空兵科現役将校を養成する補充学校。昭和12年（1937年）設立。略称は航士・航士校・陸航士。
実施学校の陸軍飛行学校とは異なる。

## 概要

### 創設以前
陸軍に航空兵科が誕生したのは1925年（大正14年）であり、翌年に陸軍士官学校本科に入校した40期（24名）以来、航空兵科士官候補生は基本的に他兵科の候補生と同じ教育を受けた。そして卒業後三ヶ月の見習士官勤務を経てからはじめて所沢陸軍飛行学校の基本操縦課程を九ヶ月履修し、実施学校において乙種学生として四ヶ月の教育を受けた（47期以降は一部簡素化）。さらに部隊に復帰してからの訓練を経て、やっと一人前の航空兵科将校となった。しかし満洲事変以降、必要性が重視された航空軍備拡充と、航空兵科に要求されるきわめて専門的な技術を習得させる教育の効率を改善するために、航空士官学校の必要性が提起されていた。ところが歩兵科や砲兵科などの出身者が大多数の陸軍上層部においては航空兵科への理解が十分とはいえず、「将校団の団結を強固にするためにも全員が同じ士官学校を卒業することが望ましい」といった意見も出され、航空士官学校の創設には時間を要した。

### 創設
1937年（昭和12年）陸軍士官学校の改革（予科の独立と本科の神奈川県座間町移転）と機を同じくして、「航空兵科将校トナスベキ生徒及学生ノ教育ヲ行フ為」（勅令第566号、改正陸軍士官学校令）に、埼玉県陸軍所沢飛行場内に陸軍士官学校の分校として10月1日、陸軍士官学校分校が開校された。1938年（昭和13年）5月、同分校は同県の豊岡町（現在の入間市中心部）に移転。同年12月10日、勅令第745号、陸軍航空士官学校令により陸軍航空士官学校として独立する。1941年（昭和16年）には行幸の昭和天皇より「修武台」の名が与えられた。

### 教育の概要
入校者は以下のとおり。教育内容および教育期間は士官候補生と学生の違い、入校期などによって異なる。
1. 航空兵科士官候補生。50期から60期まで。
2. 航空兵科少尉候補者学生。18期から24期まで。
3. 航空兵科特別志願将校学生。1期から4期まで。
4. 満洲国陸軍軍官学校（士官学校に相当）の航空兵科日本人軍官候補生。1期から6期まで（5期のみ欠）。
5. 操縦教育委託学生。熊谷陸軍飛行学校の95期操縦学生と96期操縦学生。
6. 外国留学生。ビルマ人留学生10名、ならびにインド人留学生10名。

陸軍航空士官学校を卒業し、航空兵科将校となった者は士官候補生出身者約4200名と、少尉候補学生出身者約2000名の計約6200名である（特別志願将校学生は入校時すでに大尉または中尉）。なお他兵科の士官候補生として陸軍士官学校を卒業したのち、航空兵科に転科した将校も少なくないが、航空士官学校卒業者には含まれない。
士官候補生は陸軍予科士官学校（50期と51期の時代は陸軍士官学校予科）を卒業した者である。50期は本科教育の多くを航空分校設立までに市ヶ谷の陸軍士官学校で終えていた。開校当初、士官候補生は操縦者（パイロット）のみを想定していたが、52期より技術（整備）・通信将校への教育も行われるようになった。59期と60期は卒業前に終戦となった。
士官候補生教育は前期（入校期によっては前・中期）教育と後期教育にわかれる。教育内容は時期によりかなり違いがあるが、一般的に前期教育は数学、物理、語学など普通学と呼ばれる分野と、戦術、軍制、航空工学、飛行機・エンジンの構造、整備などの軍学と呼ばれる分野の二種類の学科と、教練、小銃を持っての行軍、野営などの術科があった。後期は操縦、技術、通信等の各分科に応じた教育になった。原則として飛行機に乗ることができるのは後期からである（体験搭乗等を前期に行う場合はある）。操縦分科はさらに教育が進むにつれて適性や本人の希望をもとに偵察機、戦闘機、爆撃機などの操縦要員に細分化された。操縦分科以外の技術・通信分科が決定した候補生も、初級の操縦教育に限って受ける期があった。しかし年を追うごとに戦況の逼迫のため速成教育となり、前期の普通学などは大幅に削減された。
他兵科の士官候補生は予科卒業と本科入校の間に隊附勤務を行うが、航空兵科は専門技術の習得に時間を割くことを優先し、開校時すでに隊附勤務を経験していた50期、51期を除いて原則的に隊附勤務を行わず、予科卒業後すぐに航空士官学校に入校した。しかし軍隊の実情を把握する意義は大きく、56期の二ヶ月を最長に、短期間ながら隊附を経験させる期もあった。卒業時期に関しても航空士官学校は同期の陸軍士官学校とは異なり原則として卒業が数ヶ月遅いため、他兵科候補生が部隊に配属され見習士官勤務を経て少尉に任官するところを、卒業証書の授与と同時に見習士官たる曹長に進級、翌日には少尉に任官し乙種学生として実施学校でさらに修練を積んだ。ただし57期、58期は在校期間が短く、卒業後に見習士官として教導飛行師団や教導整備師団等に配属された。59期以降は未卒業である。
少尉候補者学生は士官候補生と違い、すでに軍人として十分な実務を行っている者なので、主に学科と校外演習を中心として戦術や将校としての素養を短期間で教育された。操縦者においても飛行教育はすでに経験済みのため、在校中は僅かな時間を技量維持飛行に充てるにすぎなかった。21期以降の学生には陸軍少年飛行兵出身の准尉、下士官も少なからず存在した。また入校者は操縦よりも技術・通信要員のほうが多かった。24期後期の入校直後に陸軍航空士官学校令の改正（勅令343号）のため教育は航空士官学校から実施学校へ移管された。
特別志願将校学生は陸軍士官学校で丁種学生と呼ばれた制度と同様の学生で、予備役将校のうち志願者を現役将校とする教育が行われた。大部分が終戦時までに少佐に昇任し、優秀者は参謀に補任された。
満洲国陸軍軍官候補生は、1期が日本の陸軍予科士官学校56期受験者と陸軍経理学校5期の受験者の中から適性によって満洲国陸軍の軍官候補生として採用された日本人で、事実上前述した日本陸軍の候補生と同期である。新京にある同徳台とよばれる軍官学校で予科を学び、日本人軍官候補生のみ本科教育は日本に帰国し地上兵科は陸軍士官学校、主計科は陸軍経理学校、そして航空兵科は陸軍航空士官学校で委託教育を受けた。以下各期とも順送りに満洲国の軍官候補生と日本の士官候補生は同期であり（5期のみ日本人生徒なし）、航空兵科の1期と2期が15名、それ以降は各期30名の日本人候補生が入校し士官候補生に合流して同じ教育を受けた。
操縦教育委託学生とは、1944年（昭和19年）4月から9月にかけて士官候補生の操縦教育に谷間ができたことを利用して、被教育者過多の熊谷陸軍飛行学校のかわりに航空士官学校の施設を使用して委託教育をした際の学生である。陸軍士官学校（座間）を卒業したあとで航空に転科した将校操縦学生のうち、二つの期に限られる。座間を50期から56期までに卒業した将校と特别志願将校あわせて95名が95期特别召集佐尉官操縦学生であり、座間57期卒業直後の見習士官297名が96期召集尉官操縦学生となった。通常、転科将校の操縦教育は実施学校で行われ、95期96期の操縦学生も、あくまで「航空士官学校の施設を利用した」教育というだけで厳密には熊谷陸軍飛行学校の学生であり、95と96という期番も熊谷の操縦学生の通し番号である。なお、この場合の「召集」とは陸軍航空内部の用語で、正規の教育課程でないことを指す。両期の教育は極端な短期集中で、赤とんぼと通称される初等・中等練習機による飛行練習を省略し、初めからいきなり高等練習機を使用した。このため年齢の高い95期では1名が殉職、5名が教育期間内で技量が習得できず、96期では7名が期間内の操縦教育不適とされ地上分科に移った。
外国留学生はビルマからの留学生が1944年（昭和19年）4月、操縦教育を受けるために10名派遣され、96期召集尉官操縦学生と共に在校した。課程修了後、明野教導飛行師団で檜與平大尉を教官にして教育を続けた。インド留学生はスバス・チャンドラ・ボースがインド国民軍強化のため将校を日本で養成しようと派遣した「東京ボーイズ」と呼ばれる46名（1名死亡、35名は座間に入校）のうち10名で、1945年（昭和20年）1月に入校した。入校期間は2年間を予定していたが、十分な教育が受けられぬうちに同年8月終戦となった。このときの留学生からは後にインド空軍の将官も誕生している。

### 組織
分校として設立当初の編制は少将を校長として、本部、教育部、教育隊、材料廠から成っていた。本部は事実上の副校長である幹事が大佐によって補任され、学校を運営し経理科や医務科も管轄に置いた。分校より独立し、さらに生徒数の増加で学校の規模が大きくなると校長は原則として中将、幹事は少将によって補任されるようになった。教育部は1940年（昭和15年）8月に教授部となり、軍および民間から派遣された各種学科の教官が所属し、人員規模において座間を上回った戦争末期には教授部長は少将が務めた。
被教育者である生徒・学生が所属する教育隊は1939年（昭和14年）8月より生徒隊と学生隊に分離する。入校した士官候補生は生徒隊に編入され、生徒隊長（大佐）指揮下で複数の中隊に分割された。将校養成組織としての格式を保つため、中隊長は一般部隊より階級を高くし原則として少佐が務めた。さらに各中隊は三、四十名程度の区隊に細分され、大尉または中尉（少尉も若干名存在）の区隊長が候補生の生活にいたるまで指導した。術科や実技教育は生徒隊の管轄で、区隊長や生徒隊附の士官が教官となり、実戦部隊より派遣された准士官・下士官が助教を務めた。学生隊に編入されたのは少尉候補者と特別志願将校である。士官候補生より人員が少ないため、21期少尉候補者学生まで学生隊は一個中隊規模に過ぎず学生隊長は少佐、直接その下に区隊が編成された。人数が増えた22期からは学生隊長は中佐、のちに大佐となり、少佐を長とする複数の中隊を編成し、各中隊がさらに細分され区隊を編成する点で生徒隊と同様となった。学生は士官候補生の生徒と比べ年齢も高く軍隊経験も豊富であることを尊重し、区隊長は生徒隊と違い必ず経験のある大尉が任に就いた。
材料廠とは飛行機・エンジンをはじめとする数多くの教材の管理保守を行う部署である。初期には中佐が、規模が大きくなってからは大佐が長となり、将校から下士官・兵、さらに民間人の技師や雇員まで多くの人員が航空将校養成教育の縁の下の力持ちとなって働いた。他に本部と教授部には主計、衛生、事務要員として少数の下士官が、生徒隊・学生隊には衛生兵とラッパ手の兵が校外の部隊から派遣されていた。

### 施設
所沢に分校として開校された当時はすべて既存の陸軍施設が用いられた。翌年新たに建設された豊岡の施設に移転したが、飛行場の完成は移転後一年半ほどを必要とした。飛行練習は広大な空間を必要とするために豊岡の本校以外にも所沢、狭山、高萩、坂戸、館林の陸軍飛行場が練習地として使用された。狭山、高萩、坂戸、館林には分教所も設置された。53期から55期までの教育は坂戸飛行場未完成のために横芝、西筑波の陸軍飛行場も使用された。59期の候補生のうち操縦分科候補生は戦局の悪化により昭和20年7月、空襲の心配がなくアルコール燃料の入手が比較的容易な満洲に移動して操縦教育を行い、8月初旬に60期の操縦分科候補生も満洲に向かった。国内に残った技術、通信等の分科候補生も空襲を避けるため飯能など埼玉県各地に分散疎開して教育を受けた。

### 終焉
1945年（昭和20年）8月、日本のポツダム宣言受諾とそれにともなう停戦により、59期と60期の満洲で教育中の候補生を含め全員が月末までに帰校し復員した。9月、アメリカ第5空軍司令部が進駐し、学校関係者は飯能に移って人事関係の整理、書類の作成等の残務整理を行い、航空士官学校は10月末、完全に閉校した。翌年、米軍は跡地を第二次世界大戦の戦闘機パイロットだったジェラルド・R・ジョンソン大佐にちなみジョンソン航空基地と命名した。1958年（昭和33年）同基地の一部に航空自衛隊入間基地が発足し、米軍との共同使用を経て1961年（昭和36年）に飛行場部分、1973年（昭和48年）に住宅施設部分が返還されたのち、1978年（昭和53年）に至り所沢通信施設への代替施設の提供をもって最終的に残存していた通信施設部分が日本に全面返還され、航空自衛隊最大級の基地として現在にいたっている。

## 年譜
- 1937年（昭和12年）10月1日：所沢に陸軍士官学校分校として開校[2]
- 1938年（昭和13年）
  - 5月7日：豊岡に移転[2]
  - 12月10日：陸軍航空士官学校となる[2]
- 1939年（昭和14年）
  - 4月27日：昭和天皇行幸（第51期卒業）[2]
  - 8月1日：生徒隊・学生隊分離[2]
- 1940年（昭和15年）
  - 6月1日：豊岡飛行場使用開始[2]
  - 8月1日：教授部設立[2]
  - 11月19日：航空総監山下奉文中将査察[2]
- 1941年（昭和16年）3月28日：昭和天皇行幸（第54期卒業）修武台と賜名[2]
- 1942年（昭和17年）12月7日：操縦教育を教授部に移管[2]
- 1943年（昭和18年）10月：操縦教育を生徒隊に再移管[2]
- 1944年（昭和19年）
  - 3月20日：昭和天皇行幸（第57期卒業）[2]
  - 5月4日：早朝東條英機陸軍大臣の抜き打ち視察
- 1945年（昭和20年）
  - 8月15日：航空士官学校事件
  - 10月：敗戦と陸軍解体にともない閉校

## 歴代校長
陸士分校長
- 木下敏 少将：1937年10月1日 - 1938年12月9日

航空士官学校長
- 木下敏 少将：1938年12月10日 -（在任中に中将）
- 寺倉正三 少将：1939年7月1日 -（在任中に中将）
- 木下敏 中将：1941年9月15日 -
- 遠藤三郎 中将：1942年12月22日 -
- 菅原道大 中将：1943年5月1日 -
- 徳川好敏 中将：1944年3月28日 - 1945年9月20日召集解除

## 卒業生
階級は最終階級であり、自衛隊や各国軍の階級ではない。

### 士官候補生
50期
1937年10月1日入校（当時は所沢分校）、58名、陸軍士官学校予科を卒業し隊附勤務を終え、市ヶ谷の陸士本科ですでに航空兵科士官候補生として1年1か月の教育を受けていた。1938年6月29日卒業（当時は豊岡分校）、53名、操縦53（偵察16戦闘6軽爆12重爆19）。戦没者25名。
- 大佐：西尾常三郎（2階級特進）・新海希典（2階級特進）
- 少佐：石川貫之（航空幕僚長たる空将）・河内山譲・倉澤清忠・黒江保彦（空将補）

51期
1937年10月1日入校（当時は所沢分校）、90名、陸軍士官学校予科を卒業し隊附勤務半年を終え入校。1939年4月27日卒業　95名（卒業延期の50期5名を含む）。操縦84（偵察15戦闘30軽爆15重爆24）通信11、昭和天皇行幸。戦没者57名。
- 中佐：南郷茂男（2階級特進）
- 少佐：白川元春（統合幕僚会議議長たる空将）

52期
1937年11月16日入校（当時は所沢分校）、128名。1939年9月7日卒業。127名、操縦101（偵察15戦闘40軽爆17重爆29）技術12通信14、昭和天皇行幸（座間にて陸軍士官学校と合同の卒業式）。戦没者73名。
- 少佐：吉田穆

53期
1938年6月1日入校（当時は豊岡分校）、370名。1940年6月21日卒業、357名、操縦307（偵察68戦闘90軽爆60重爆89）技術27通信23　東條英機航空総監臨席。戦没者234名。
- 中佐：尾崎中和（2階級特進）
- 少佐：檜與平、朴範集（日本名東林益範、大韓民国空軍少将）
- 大尉：岩本益臣（戦死）
- 中尉：佐藤行通

54期
1938年11月21日入校（当時は豊岡分校）、409名。1941年3月28日卒業、395名、操縦298（偵察66戦闘82軽爆60重爆90）技術37通信36偵察24、昭和天皇行幸。戦没者254名。
- 大尉：進藤浩康（戦死）・金貞烈（日本名香川貞雄、初代大韓民国空軍参謀総長、大韓民国空軍中将）

55期
1939年11月15日入校、646名、短期間の隊附を実施。1942年3月27日卒業、636名、操縦340（司偵49軍偵20戦闘140軽爆55重爆76）技術132通信125偵察39、昭和天皇行幸。戦没者317名。
- 中佐：笹川勉（2階級特進）
- 大尉：曽我邦夫（戦死）・根木基夫（戦死）・吉田好雄・生田惇・寺山欽造・古賀忠良（マニラ迎撃戦で戦死、没後進級）・竹田五郎（統合幕僚会議議長たる空将）

56期
1941年6月2日入校、638名、陸軍予科士官学校を卒業し約二ヶ月の隊附を経た後の入校、他に満洲国陸軍軍官学校候補生1期15名。1943年5月26日卒業、618名、操縦408（司偵45軍偵19戦闘200軽爆46重爆47襲撃31航法20）技術120通信90（うち気象10）。戦没者357名。
- 少佐：広森達郎（2階級特進）・敦賀真二（2階級特進）・石川廣（2階級特進）・遠藤栄（2階級特進）・山本達夫（2階級特進）
- 大尉：藤山二典（没後進級）・安藤浩（没後進級）・中原逸郎（戦死）
- 中尉：尾形憲（法政大学名誉教授）

57期
1942年7月13日入校、634名、予科士官学校在校中に航空士官学校へ約2か月の派遣教育、他に満洲国陸軍軍官学校候補生2期15名。1943年1月7日編入、120名、陸軍士官学校で教育を受けていた歩兵等の士官候補生が航空科に転科。1944年3月20日卒業、751名、操縦537（司偵45軍偵19近戦210遠戦89軽爆45重爆79襲撃35航法15）偵察16爆撃8技術100通信90（うち気象8）、少尉候補24期前期、特別志願将校学生4期と合同の卒業式　昭和天皇行幸。1944年7月1日少尉任官。戦没者337名。
- 大尉：猫橋芳朗（2階級特進）・堀内清松（没後進級、戦死(終戦後、軍命遂行中)）
- 中尉：天野三郎（2階級特進）・柴田禎男（2階級特進）・西村正英（2階級特進）・藤井信（2階級特進）・宮田淳作（2階級特進）・森本秀郎（2階級特進）

58期
1943年12月14日入校、1,200名、予科在校中に約20日間の集団隊附勤務を含む航空士官学校へ約50日間の派遣教育、他に満洲国陸軍軍官学校候補生3期30名。1945年3月20日卒業、1176名、操縦790（司偵79戦闘525単襲31双襲45重爆110）航法20爆撃16偵察39整備144通信158気象9、航空総監阿南惟幾大将臨席。1945年7月1日少尉任官。
戦力となる以前の錬成訓練課程中に終戦となったため戦没者の詳細は不明であるが、操縦分科は強引ともいえる速成教育、経験不足の教官の増加、飛行練習に使用する燃料の粗悪化により事故が多発し在校中の殉職者だけでも6名が確認される。
- 中尉：板垣正
- 少尉：山本卓眞・生田目修（航空幕僚長たる空将）・朴元錫（日本名徳田元教。大韓民国空軍参謀総長、韓国空軍中将）・申尚澈（日本名永田達明。大韓民国空軍少将）

59期
1944年3月29日入校、1,608名、他兵科より約半年繰り上げて3月17日に予科士官学校を卒業、他に満洲国陸軍軍官学校候補生4期30名。1944年4月22日、兵長に進級。1944年6月11日、以後20日間の隊附教育。1944年6月17日、伍長に進級。1944年8月17日、軍曹に進級。1945年8月終戦により復員。
終戦後に特別に卒業資格を付与）。
- 軍曹：梶山静六（政治家、法務・通産・自治相）
- 青木日出雄（空自入隊、航空・軍事評論家）

60期
1945年3月27日入校、3,004名、うち1499名が1月28日予科士官学校卒業前に一次生としてすでに派遣、他に満洲国陸軍軍官学校候補生6期30名。1945年6月18日伍長に進級。1945年8月終戦により復員。
- 矢部廣武（陸将）・等松岑夫・森繁弘（統合幕僚会議議長たる空将）・中村守雄（陸上幕僚長たる陸将）[3]・横地光明（陸将）[3]・張志良（張本昇男、大韓民国空軍参謀総長、大韓民国空軍中将）

61期
未入校、予科士官学校で航空科を指定された生徒。

### 少尉候補者学生
18期前期　
1937年10月11日入校（当時は所沢分校）49名。

1938年3月31日卒業（当時は所沢分校）49名。

18期後期　
1938年5月10日入校（当時は豊岡分校）51名（准尉17曹長26不明8）平均年齢27.3歳。1938年11月9日卒業（当時は豊岡分校）51名。戦没者12名。
- 中佐：若松幸禧
- 少佐：林弥一郎

19期
1938年12月2日入校（当時は豊岡分校）110名（准尉100曹長10）平均年齢26.9歳。1939年9月7日卒業、110名（座間にて士官候補生と合同の卒業式）、昭和天皇行幸。戦没者33名。
20期
1939年12月1日入校　180名　24歳から29歳までの准尉・曹長、平均年齢27歳。1940年11月20日卒業、177名、東久邇宮稔彦王台臨。戦没者41名。
21期
1940年12月1日入校　234名　22歳から34歳までの准尉82曹長152、平均年齢26歳。少年飛行兵出身者31名（1期23、2期8）。1941年7月29日卒業　232名（11月予定を卒業日繰上げ）。戦没者73名。
- 大尉：樫出勇
- 少尉：加藤正治

22期
1942年6月1日入校、315名、22歳から29歳までの准尉289曹長26、平均年齢26歳。少年飛行兵出身者40名（操縦14　技術26）。1942年11月28日卒業、315名。戦没者83名。
23期
1942年12月11日入校　494名　22歳から34歳までの准尉268曹長226、平均年齢26.5歳、うち少年飛行兵出身者91名（操縦25：1期2、2期5、3期5、4期13、技術66：1期6、2期60）。1943年8月5日繰上げ卒業、操縦者32名。1943年9月5日卒業、456名。戦没者89名。
24期前期
1943年10月11日入校　498名　22歳から29歳までの准尉147曹長342少飛出身軍曹7不明2、平均年齢25歳、うち少年飛行兵出身者69名（操縦15：1期1、2期0、3期3、4期4、5期7　技術54：1期5、2期17、3期32）。1944年3月20日卒業　494名。士官候補生57期、特別志願将校学生4期と合同の卒業式　昭和天皇行幸。戦没者56名。
24期後期　
1944年4月1日入校　625名。1944年5月以後各地実施学校で教育を受ける。仙台陸軍飛行学校（382名）、陸軍航空通信学校（102名）陸軍航空整備学校（79名）鉾田陸軍飛行学校（20名）浜松陸軍飛行学校（20名）下志津陸軍飛行学校（11名）、明野陸軍飛行学校（11名）。戦没者57名。

### 特別志願将校学生
1期
1940年12月1日入校、詳細不明。
2期
1941年12月2日入校、12名、大尉と若干の中尉　他は詳細不明。1942年5月30日卒業、12名。
3期
1943年1月10日入校　19名　大尉12名中尉7名。1943年9月15日卒業　18名（病気により兵役免除1名）。
4期
1943年10月10日入校　43名　25歳から36歳までの大尉27中尉16、平均年齢29.8歳　操縦者10名。1944年3月20日卒業　43名　操縦10（偵察1戦闘6重爆３）。士官候補生57期、少尉候補者24期前期と合同の卒業式　昭和天皇行幸。
これをもって航空士官学校での特別志願将校学生教育課程は取りやめとなった。

### 外国留学生
- ラメシュ・サハラム・ベネガル（インド空軍准将）